# Olaf Haraldsson Geirstadalf
No confundir con Olaf Geirstad-Alf.
Olaf Haraldsson Geirstadalf, también conocido como Brolaf (m. 934), príncipe de Noruega en el siglo X, hijo de Harald I y Svanhild Øysteinsdotter, hija de un jarl llamado Øystein (posiblemente Eystein Glumra).
La saga Heimskringla, escrita en Islandia hacia el siglo XIII por el escaldo Snorri Sturluson, menciona que el rey Harald tuvo tres hijos con Svanhild: Ragnar Rykkel, Bjørn Farmann y Olaf Haraldsson Geirstadalf. Bjørn Farmann se convirtió en rey de Vestfold. Olaf Haraldsson fue nombrado rey de Vingulmark por su padre y más tarde heredó Vestfold cuando Bjørn Farmann fue asesinado por su hermanastro Eirik Hacha Sangrienta, este último favorito del rey y elegido sucesor al trono, pero no era nada popular entre sus hermanastros. Tras la muerte del rey Harald, Olaf se constituyó a sí mismo rey de Noruega oriental y formó alianza con otro hermanastro Sigrød Haraldsson, rey de Trondheim para hacer frente a Eirik y sus fuerzas en la granja de Haugar. Olaf y Sigrød fueron derrotados y ambos murieron en la contienda y probablemente fueron enterrados en el mismo lugar. Haugar se convirtió en el epicentro del Haugating, la asamblea noruega del reino y el segundo lugar más importante para la proclamación de los reyes, actualmente Wedel-Jarlsberg al noroeste del centro de Tønsberg.
El mismo Snorri Sturluson cita sobre Olaf:
«Era el más bello, el más fuerte y el de mayor estatura <...> el rey Olaf tenía su sede en Geirstader. Le sobrevinieron dolores en los pies y de ellos murió, recibiendo sepultura bajo un túmulo en Geirstader <...>»
La enfermedad a la que se refiere, según la osamenta encontrada en las excavaciones arqueológicas en Gokstad (1880), era reuma crónico articular.
Heimskringla también cita un hijo de Olaf llamado Tryggve Olafsson, de quien se dice que fue rey de Ranrike y Vingulmark y fue el padre del rey Olaf I de Noruega, pero la certeza de estas relaciones sigue cuestionada por los historiadores.